# Ferdinand Stark (Politiker, 1926)
Ferdinand Stark (* 30. Juni 1926 in Trier; † 27. Oktober 2001) war ein deutscher Jurist und Politiker (CDU).

## Leben und Beruf
Stark wurde als Sohn eines Studienrates geboren. Nach dem Abitur nahm er ein Studium der Rechtswissenschaften auf, das er mit beiden juristischen Staatsexamen beendete. Seit dem Studium war er Mitglied der katholischen Studentenverbindung K.St.V. Ketteler Mainz. Später war er Geschäftsführer der Arbeitsgemeinschaft des Grundbesitzes in Rheinland-Pfalz sowie Geschäftsführer des Vereins zur Pflege und zum Schutz von Denkmälern in Rheinland-Pfalz.

## Abgeordneter
Stark war von 1964 bis 1979 Ratsmitglied der Stadt Mainz.

## Öffentliche Ämter
Stark amtierte seit 1979 als Staatssekretär im Ministerium für Landwirtschaft, Weinbau und Forsten des Landes Rheinland-Pfalz. Da er sich nach dem im Juli 1985 bekannt gewordenen „Glykolwein-Skandal“ keinen kritischen Nachfragen stellte, wurde er einen Monat später vom Landwirtschaftsminister Dieter Ziegler aus dem Amt entlassen.

## Ehrungen
- Bundesverdienstkreuz am Bande, 1976
- Ehrenring der Stadt Mainz, 1979
- Verdienstorden des Landes Rheinland-Pfalz

| Personendaten    | Personendaten                        |
| ---------------- | ------------------------------------ |
| NAME             | Stark, Ferdinand                     |
| KURZBESCHREIBUNG | deutscher Jurist und Politiker (CDU) |
| GEBURTSDATUM     | 30. Juni 1926                        |
| GEBURTSORT       | Trier                                |
| STERBEDATUM      | 27. Oktober 2001                     |